# Невидљива сестра
Невидљива сестра је оригинални филм Диснеиевог канала из 2015. године, заснован на књизи Моја невидљива сестра Беатриче Коли и Сара Пинто. Филм је режирао Пол Хоен, а у главним улогама су Роуен Бланчард и Парис Берелк. Фокусира се на студенткињу која своју старију сестру претвара у невидљиву због неуспелог научног пројекта. Премијерно је изведена 9. октобра 2015. године, а погледало га је 4,03 милиона људи

## Радња
Клео (Роуен Бланчард) је тинејџерка која живи у сенци своје старије сестре Моли (Парис Берелк), због чије популарности је препознају сви у школи. Иако је Клео ретко примећена у поређењу са сестром, она је одличан студент, али је затворена у себи и помало саркастична и цинична.
Клеов учитељ науке, господин Перкинс (Алекс Дезерт), види свој потенцијал у науци и одлучује да јој треба изазов за њен разредни пројекат; она треба да одреди мистериозну супстанцу и трансформише је у кристално стање. Док ради на експерименту код куће, док Моли приређује вечеру за свој тим за лацроссе, мољац пролети и одврати Клео, због чега случајно просипа непознате хемикалије у свој раствор. Произведена пара на крају претвара мољца у невидљивог, наводећи Клео да је прогони по кући, пуну гостију, пре него што побегне.
Касније, док се Моли припрема за спавање, мољац се враћа привучен светлошћу из купатила. Мољац падне у шољу воде која садржи антацид Моли ће попити и несвесно једе мољца због чега је невидљива.
Следећег јутра, Моли је ужаснута кад не може да се види и открије разлог од Клео. Она мора похађати школу да би учествовала у отварању сезоне за свој тим за лацроссе, који ће гледати извиђачи са факултета. Како је Ноћ вештица, она одлучује да обуче свој костим како би прикрила своју невидљивост, али када костим такође постане невидљив, Моли даје Клео одећу и претвара се да је она у школи. Клео присуствује пеп кругу за тим за лацроссе, док Моли узима микроскоп из учионице како би Слео могла да смисли како да је поново учини видљивом. У процесу, Моли чује Картера (Вил Мајерс), дечака који се Клео свиђа, разговара са Џорџетом (Каран Брар) о Слео; успева да осигура сестри састанак претварајући се да је она и позивајући Картера да изађе. Ствари се закомплицирају када Џорџ сазна Молину невидљивост, а њен дечак Куг (Остин Фрајбергер) преиспита зашто га стално избегава.
Касније у игри лацроссе, Клео започиње грубо, али полако улази у игру уз Молину помоћ, што резултира победом тима. Посматрајући Молине ћелије под микроскопом, Клео и Џорџ закључују да ће њена невидљивост постати трајна уколико не буду могли да формулишу протуотров пре поноћи, двадесет и четири сата након што је Моли прогутала мољца, па треба да репродукују резултате из Клео-овог ранијег експеримента.
Сестре одлазе на гробље да ухвате још једног мољца, док Џорџ иде у школу да постави. Док је била на гробљу, Молина фрустрација због њене невидљивости расте, што доводи до жестоке расправе са Клео. Извињавајући се, Клео признаје да се дивила Молиној „светлости“ и љубоморна је јер се због њеног нечувања осећа невидљиво. Након што је Моли обезбедила мољца за експеримент, сестре иду колицима до школе. Док је у пролазу, Моли говори Клео да разуме како се осећа невидљиво, али такође завиди Клеонином генију, јер зна да је њена популарност пролазна. Клео објашњава Моли да је њено "светло" више од популарности. Кад стигну у школу и упознају Џорџа, схвате да требају проћи поред заштитара.
Користећи своју невидљивост, Моли успева да га уплаши, омогућавајући Клео и Горџ-у да уђу и копирају оригинални Клео-ин експеримент. Испоставило се да је решење сувише сложено да би га Клео или Георге могли разумети, па им је потребан Картер, гувернер-ов научник, да анализира резултате. Траже га на школској годишњој забави за Ноћ вештица „Ромп тхе Свамп“. Док претражује, Клео налети на Куга, који сумња у његову везу са Моли и треба јој показати да се брине за њега, иако је невидљива. На крају, Клео проналази Картер, која је узнемирена њеним мешовитим ставом, очекујући да ће бити заједно за забаву. Након што га је обавестила о ситуацији, одводи га у оближњу шталу, где су окупљене њене сестра, Куг и Џорџ. Како је времена понестајало, Клео, Џорџ, Картер и Куг раде заједно како би развили противотров за Моли, уско постављајући поноћни рок. Готово да уђу у невољу када их господин Перкинс, задужен за забаву, пронађе у штали, али Моли га обавести о Клеовом експерименту пре него што попије протуотров, ризикујући рок. Кад коначно дође до антидота, оно не успева, али не зато што је прошло поноћ. Моли је узела мало антацида прексиноћ када је појела мољца, па након што Слео дода дозу тога протуотру, Моли поново постане видљива након што га попије.
Запањен резултатима Клео-овог пројекта, господин Перкинс од ње тражи да своја сазнања изнесе на семинару Удружења примењених научника у Њу Орлеансу. Клео стиче већу захвалност за танку линију између видљивог и невидљивог. експериментишите пре испијања антидота, ризикујући крајњи рок. Кад коначно дође до антидота, оно не успева, али не зато што је прошло поноћ. Моли је узела мало антацида прексиноћ када је појела мољца, па након што Клео дода дозу тога протуотру, Моли поново постане видљива након што га попије.
Запањен резултатима Клео-овог пројекта, господин Перкинс од ње тражи да своја сазнања изнесе на семинару Удружења примењених научника у Њу Орлеансу. Клео стиче већу захвалност за танку линију између видљивог и невидљивог. експериментишите пре испијања антидота, ризикујући крајњи рок.
Кад коначно дође до антидота, оно не успева, али не зато што је прошло поноћ. Моли је узела мало антацида прексиноћ када је појела мољца, па након што Клео дода дозу тога протуотру, Моли поново постане видљива након што га попије. Запањен резултатима Клео-овог пројекта, господин Перкинс од ње тражи да своја сазнања изнесе на семинару Удружења примењених научника у Њу Орлеансу. Клео стиче већу захвалност за танку линију између видљивог и невидљивог. Запањен резултатима Клео-овог пројекта, господин Перкинс од ње тражи да своја сазнања изнесе на семинару Удружења примењених научника у Њу Орлеансу.
Клео стиче већу захвалност за танку линију између видљивог и невидљивог. Запањен резултатима Клео-овог пројекта, господин Перкинс од ње тражи да своја сазнања изнесе на семинару Удружења примењених научника у Њу Орлеансу. Клео стиче већу захвалност за танку линију између видљивог и невидљивог.

## Улоге
| Глумац           | Улога            |
| ---------------- | ---------------- |
| Роуен Бланчард   | Клео             |
| Парис Берелк     | Моли             |
| Каран Брар       | Џорџ             |
| Рејчел Кроу      | Ники             |
| Алекс Дезерт     | Господин Перкинс |
| Вил Мајерс       | Картер           |
| Остин Фрајбергер | Куг              |